# Lytechinus williamsi
Lytechinus williamsi är en sjöborreart. Lytechinus williamsi ingår i släktet Lytechinus, och familjen Toxopneustidae. Inga underarter finns listade.